# Zona mortal
Zona mortal (títol original en anglès, Radius) és una pel·lícula de thriller de ciència-ficció canadenca del 2017 dirigida i escrita per Caroline Labrèche i Steeve Léonard. És protagonitzada per Diego Klattenhoff, Charlotte Sullivan i Brett Donahue. Klattenhoff i Sullivan interpreten dos supervivents d'un accident de cotxe que descobreixen que un provoca la mort de qualsevol persona que es trobi dins d'un cert radi d'ell, i l'altre té la capacitat d'anul·lar aquest efecte. S'ha doblat i subtitulat al català.
Zona mortal es va estrenar al Festival Internacional de Cinema Fantasia el 17 de juliol de 2017.